# Marwan Kenzari
Marwan Kenzari, född den 16 januari 1983 i Haag, är en nederländsk-tunisisk skådespelare.
Kanzari har bland annat medverkat i Aladdin där han spelade skurken Jafar, en av de mer tongivande karaktärerna. Han har även medverkat i filmerna The Old Guard och uppföljaren The Old Guard 2 där han spelade karaktären Joe.

## Filmografi (i urval)
- 2016 – Ben-Hur
- 2017 – Mordet på Orientexpressen
- 2019 – Aladdin
- 2020 – The Old Guard
- 2022 – Black Adam
- 2025 – The Old Guard 2